# Belogorsk (Oblast' di Kemerovo)
Belogorsk è una cittadina della Russia siberiana meridionale, compresa nella oblast' di Kemerovo (rajon Tisul'skij).